# Ekamballi, Kolar
Ekamballi là một làng thuộc tehsil Kolar, huyện Kolar, bang Karnataka, Ấn Độ.